# Confederación Sudamericana de Voleibol

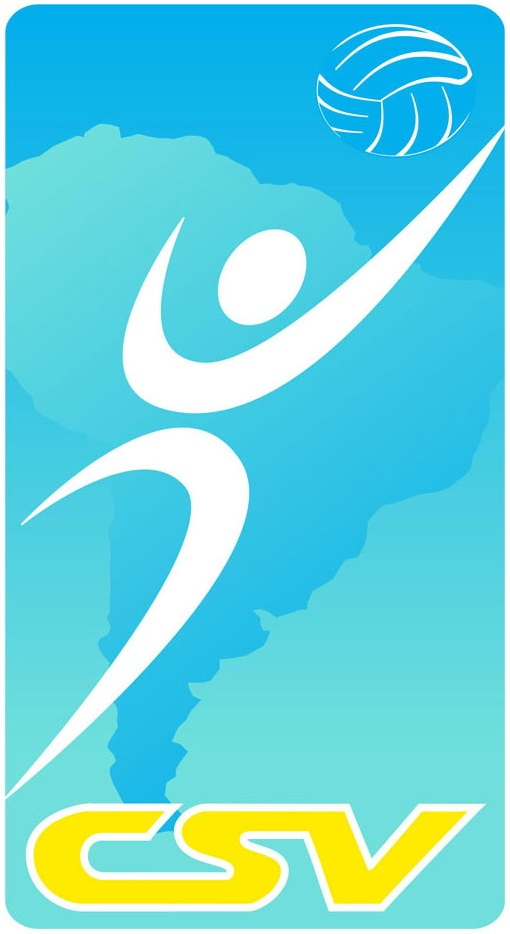
Logo des CSV

Die Confederación Sudamericana de Voleibol (CSV) (portugiesisch: Confederação Sulamericana de Voleibol) ist der südamerikanische Dachverband des Volleyballs. Der Sitz befindet sich in Rio de Janeiro (Brasilien).

## Geschichte
Die genauen Ursprünge der CSV sind umstritten. Sie wurde entweder am 12. Februar 1946 in Buenos Aires (Argentinien) oder am 3. Juli desselben Jahres in Rio de Janeiro gegründet. Auf jeden Fall entstand die CSV noch vor der FIVB und ist damit der älteste Kontinentalverband. Die bisherigen acht Präsidenten kamen aus Brasilien, Peru, Argentinien und Kolumbien. Nach der Wahl des aktuellen Präsidenten, des Brasilianers Ary Graça Filho, wurde der Sitz der CSV im Jahr 2003 von Lima (Peru) nach Rio de Janeiro verlegt.

## Profil
Die CSV ist den nationalen Verbänden übergeordnet und organisiert kontinentale Wettbewerbe wie die Südamerikameisterschaft, die 1951 zum ersten Mal stattfand. Der Verband ist auch an der Organisation von Qualifikationsturnieren für Olympische Spiele und Weltmeisterschaften sowie an internationalen Wettbewerben, die von Mitgliedsverbänden veranstaltet werden, beteiligt.

## Mitgliedsverbände
Die folgende Tabelle zeigt alle Mitgliedsverbände der CSV:
| Code | Land                | Verband                             | Link |
| ---- | ------------------- | ----------------------------------- | ---- |
| ARG  | Argentinien         | Federación Argentina de Voleibol    |      |
| BOL  | Bolivien            | Federación Boliviana de Voleibol    |      |
| BRA  | Brasilien           | Confederação Brasileira de Voleibol |      |
| CHL  | Chile               | Federación de Voleibol de Chile     |      |
| COL  | Kolumbien           | Federación Colombiana de Voleibol   |      |
| ECU  | Ecuador             | Federación Ecuatoriana de Voleibol  |      |
| FGU  | Französisch-Guayana | Ligue de Guyane de Volley-Ball      |      |
| GUY  | Guyana              | Guyana Volleyball Federation        |      |
| PAR  | Paraguay            | Federación Paraguaya de Voleibol    |      |
| PER  | Peru                | Federación Peruana de Voleibol      |      |
| URU  | Uruguay             | Federación Uruguaya de Voleibol     |      |
| VEN  | Venezuela           | Federación Venezolana de Voleibol   |      |